# Xanthodesma aurantiaca
Xanthodesma aurantiaca är en fjärilsart som beskrevs av Aurivillius 1910. Xanthodesma aurantiaca ingår i släktet Xanthodesma och familjen nattflyn. Inga underarter finns listade i Catalogue of Life.